# Astropecten pulcherrimus
Astropecten pulcherrimus is een kamster uit de familie Astropectinidae.
De wetenschappelijke naam van de soort werd in 1938 gepubliceerd door Hubert Lyman Clark.